# Lithium (singel Evanescence)
Lithium – ballada rockowa zespołu Evanescence, wydana w styczniu 2007 roku jako drugi singel z płyty The Open Door.

## Lista utworów
singiel CD
1. „Lithium”
2. „The Last Song I’m Wasting On You”

maksi singiel
1. „Lithium”
2. „The Last Song I’m Wasting On You”
3. „All That I’m Living For” (wersja akustyczna)
4. „Lithium” (wersja akustyczna) – wideo